# Trouble de la personnalité
Pour les articles homonymes, voir Trouble.
 Mise en garde médicale

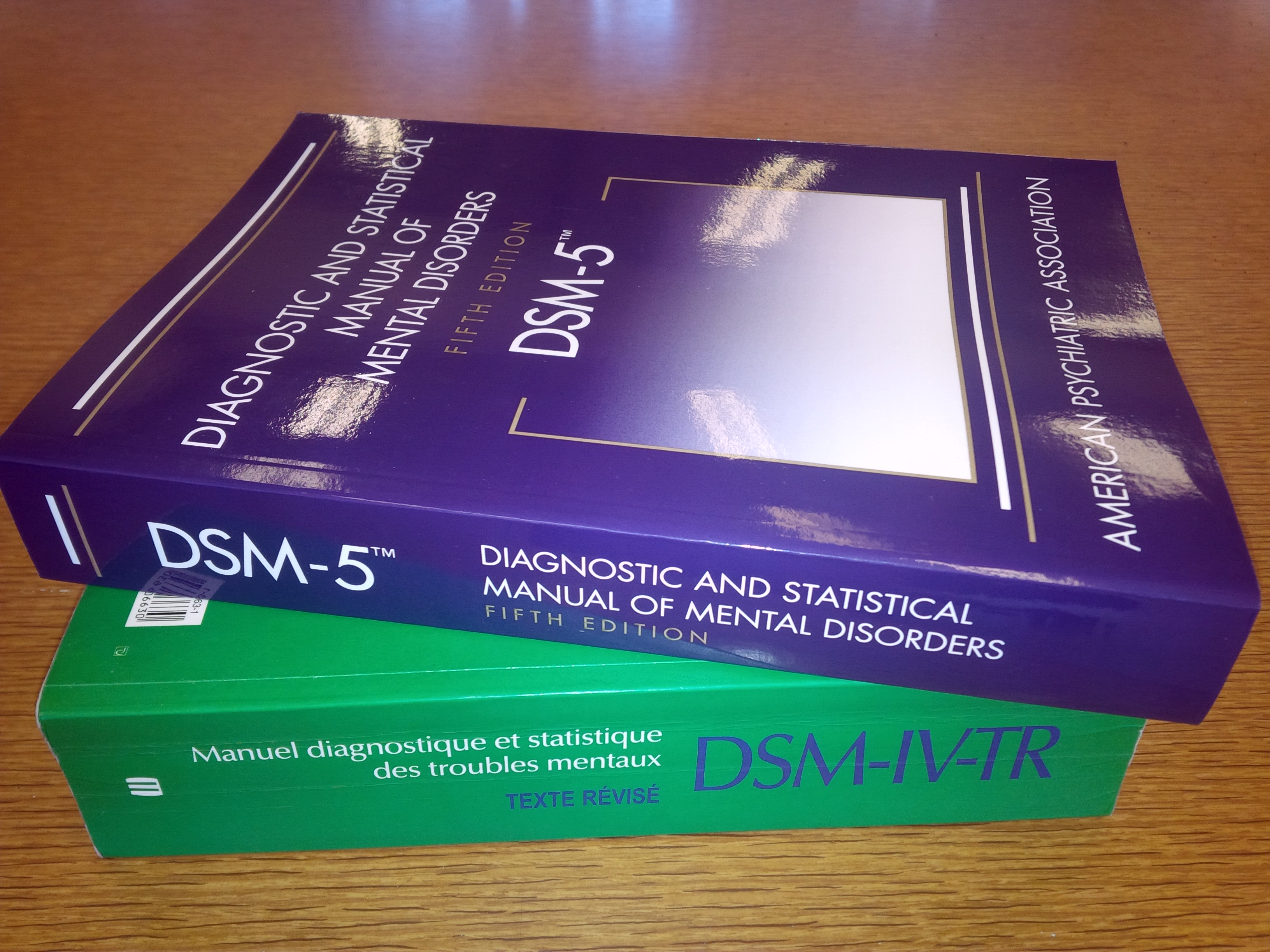
Le DSM-5, version originale anglaise, avec son prédécesseur, le DSM-IV-TR, version française

Un trouble de la personnalité désigne, en psychiatrie et dans l'approche suivant les préceptes du Manuel diagnostique et statistique des troubles mentaux (DSM-5), une catégorie de traits de la personnalité mal adaptés impliquant fonctions cognitives et comportementales,. Les définitions peuvent varier selon d'autres sources,.
Les troubles de la personnalité sont notés sur l'axe 2 du DSM-IV-TR de l'Association américaine de psychiatrie et dans le Chapitre 05 de la CIM-10 (Classification internationale des maladies), publiée par l'Organisation mondiale de la santé (OMS). D'un côté, la personnalité, comme psychologiquement définie, désigne les traits comportementaux et psychologiques qui distinguent chaque individu. D'un autre côté, un trouble de la personnalité est défini par un ou plusieurs comportements différents des normes et attentes sociétales. Les individus diagnostiqués de troubles de la personnalité peuvent éprouver des difficultés en matière de cognition, d'émotions, de relations sociales et/ou interpersonnelles, et de contrôle des impulsions. En général, les troubles de la personnalité sont diagnostiqués chez 40 à 60 % des patients hospitalisés en psychiatrie, signifiant donc qu'il s'agit du diagnostic psychiatrique le plus fréquemment effectué.

## Classification
Le trouble de la personnalité est énoncé lorsque certains traits de la personnalité se rigidifient entraînant soit une souffrance, soit des dysfonctionnements. Il s'agit d'une affection chronique, apparaissant généralement au cours de l'adolescence. Les troubles de la personnalité sont souvent associés à d'autres affections psychiatriques, dont ils aggravent le pronostic.

### Organisation mondiale de la santé
La section de la CIM-10 sur les troubles mentaux et comportementaux incluent un groupe de troubles de la personnalité. Ce groupe comprend divers états et types de comportement cliniquement significatifs qui ont tendance à persister et qui sont l’expression de la manière caractéristique de vivre de l’individu et de sa façon d’établir des rapports avec lui-même et avec autrui,.
Ces troubles spécifiques de la personnalité sont par exemple : paranoïaque, schizoïde, schizotypique, antisociale, borderline, histrionique, narcissique, évitante, et dépendante. Il existe également une catégorie « autres » impliquant des conditions caractérisées comme excentriques, haltlose (dérivé du mot allemand haltlos = irresponsable), immatures, narcissiques, passifs-agressifs ou de névrose.

### Association américaine de psychiatrie
Le Manuel diagnostique et statistique des troubles mentaux (DSM-IV) de l'Association américaine de psychiatrie liste trois grands groupes de critères.
Groupe A : Psychotiques (atypiques, bizarres, distants ou excentriques)
- Trouble de la personnalité paranoïaque : caractérisé par des suspicions irrationnelles et une incapacité à croire les autres.
- Trouble de la personnalité schizoïde : manque d'intérêt pour les relations sociales, ne voit aucun intérêt à partager son temps avec les autres, anhédonie, introspection.
- Trouble de la personnalité schizotypique : caractérisé par des pensées ou un comportement étranges.

Groupe B : Emotionnelles (dramatiques, impulsifs, erratiques ou spectaculaires)
- Trouble de la personnalité antisociale : une grande indifférence pour la loi et le droit des autres personnes.
- Trouble de la personnalité limite (ou borderline) : pensées manichéennes extrêmes, instabilité dans les relations, de l'image de soi, de l'identité et du comportement conduisant souvent à une automutilation émotionnelle ou physique et à une impulsivité. Les troubles de la personnalité borderline se rencontrent aussi bien chez les hommes que chez les femmes[10].
- Trouble de la personnalité histrionique (anciennement hystérique) : un besoin d'attention exagéré. La séduction devient un besoin pour la personne qui vit avec ce trouble affectif.
- Trouble de la personnalité narcissique : un degré exagéré de mégalomanie, besoin d'admiration, et un manque d'empathie.

Groupe C : Anxieux (craintifs, effacés ou peureux)
- Trouble de la personnalité évitante : inhibition sociale, sentiment de mal-être, très grande sensibilité face aux situations négatives et un évitement des interactions sociales.
- Trouble de la personnalité dépendante : dépendance sévère et psychologique d'autrui.
- Trouble de la personnalité obsessionnelle-compulsive (différent du trouble obsessionnel compulsif) ; caractérisé par une conformité rigide des règles, des codes et d'un ordre excessif.

Il existe également d'anciens termes qui ont été listés dans le DSM. Ils étaient inclus dans le DSM-III-R mais supprimés du DSM-IV, ne possèdent pas de critères diagnostiques concrets, et incluent trouble de la personnalité sadique (un trouble du comportement d'agressivité et d'actes cruels) et trouble de la personnalité masochiste (caractérisé par un comportement de sous-estimation qui accentue le plaisir et les buts d'un individu). Le psychologue Theodore Millon et d'autres considèrent cependant ces critères comme toujours valides.

## Causes
Une étude portant sur 600 étudiants d'université masculins, tous presque âgés de 30 ans et non-exposés aux risques cliniques, a étudié la relation entre les abus physiques et sexuels subis durant l'enfance et les symptômes des troubles de la personnalités recensés. Les abus au cours de l'enfance ont été jugés l'un des plus gros facteurs de symptomatologie. La gravité de l'abus est jugée statistiquement significative, mais cliniquement négligeable, dans la variance de symptomatologie étendue des groupes A, B et C.
La maltraitance sur mineur et la négligence jouent évidemment en faveur des risques de troubles de la personnalité à l'âge adulte. Durant les études suivantes, les patients en psychiatrie sont examinés et beaucoup d'entre eux présentent des signes et symptômes qui ont été marqués durant la fin de l'enfance ou passage à l'âge adulte. Les patients abusés sexuellement démontrent des risques élevés de psychopathologie. Officiellement vérifié, une agression physique a montré un rôle extrêmement fort dans le développement des comportements antisociaux et impulsifs.

## Symptômes
D'après la CIM-10[Où ?], les symptômes des troubles de la personnalité doivent satisfaire les critères suivants :
1. Il y a évidence à ce que le caractère et le comportement de l'individu puissent interagir à chaque moment pouvant, par moments, bouleverser certaines, voire toutes, les activités sociales et/ou personnelles. De tels symptômes peuvent se manifester par l'une des causes suivantes :
  - la cognition (c'est-à-dire, les manières de raisonner, de percevoir ou d'agir face aux situations, aux autres personnes, et aux événements ; formant une attitude et une image de soi et des autres),
  - l'affectivité (émotions désagréables, tension émotionnelle),
  - la restriction de certaines pulsions et satisfaction des besoins,
  - la façon de parler de l'individu face aux autres ;
2. Le trouble peut se manifester par un comportement mal adapté ;
3. Une détresse personnelle, ou impact inverse sur l'environnement social (ou les deux), contribuant à un changement parfois radical du comportement ;
4. Il existe une évidence[Quoi ?] que le comportement reste à court ou à long terme, ayant un impact sur les périodes de l'enfance ou de l'adolescence ;
5. Les maladies neurologiques, blessures ou dysfonctionnements doivent être exclus des troubles de la personnalité, mais peuvent y être associés.

## Personnalité normale et troubles
La différence des relations entre la personnalité normale et les troubles de la personnalité est l'un des importants traits dans la personnalité et la psychologie clinique. La classification des troubles de la personnalité (selon le DSM-IV-TR et la CIM-10) suit une approche catégorique tandis que le trait de la personnalité suit une approche dimensionnelle. Thomas Widiger (en) a significativement contribué au débat. Il débat sur les contraintes de l'approche catégorique et propose l'approche dimensionnelle des troubles de la personnalité. Le modèle à cinq facteurs de la personnalité a été proposé en tant qu'alternative à la classification des troubles de la personnalité. Quelques études sur les cultures ont exploré la relation entre trouble de la personnalité et le modèle à cinq facteurs,. Ces discussions autour de la traduction des troubles de la personnalité du DSM-III-R et du DSM-IV, incluent les patients atteints de troubles de la personnalité borderline, narcissisme, et la boulimie nerveuse aussi bien que les individus dépendants aux substances, psychopathes et violeurs.

## Enfance et adolescence
Des stades et formes primaires des troubles de la personnalité ont besoin d'une approche multidimensionnelle et d'un traitement. Le trouble du développement de la personnalité est considéré comme étant un facteur de risque durant l'enfance où certains troubles de la personnalité peuvent survenir tardivement à l'âge adulte.

## Histoire
La personnalité peut être définie par « le résultat chez un sujet donné de l'intégration dynamique de composantes cognitives, pulsionnelles et émotionnelles, l'agencement de ces différents facteurs constitue les traits de personnalité, à savoir les modalités relationnelles de la personne, sa façon de percevoir le monde et de se penser dans son environnement. » La personnalité présente deux propriétés : elle est stable dans le temps, ce qui garantit la continuité d'être de l'individu ; elle est unique, caractéristique du sujet, le distinguant des autres.

## Traitement
La psychothérapie est le traitement de référence[réf. nécessaire].
Différentes approches telles la psychanalyse[réf. souhaitée], les TCC[réf. souhaitée] ou encore l'EMDR peuvent être utilisées.
La thérapie des schémas (schémathérapie) est une thérapie intégrative récente développée spécialement pour traiter les troubles de la personnalité,. Une psychothérapie permettra au patient de reconnaître ses dysfonctionnements cognitifs, comportementaux, et la détresse qu'ils engendrent, puis de les atténuer voire les supprimer. Le comportement et les croyances de la personne deviennent ainsi plus souples et moins statiques. On ne pourra plus dès lors parler de trouble de la personnalité. Une prescription d'un antidépresseur ou d'un anxiolytique peut atténuer les symptômes les plus forts en complément de la psychothérapie.